# Mario Kart: Super Circuit
Mario Kart: Super Circuit, in Japan als Mario Kart Advance (マリオカートアドバンス, Mario Kāto Adobansu) bekannt, ist ein Funracer des japanischen Herstellers Nintendo für den Game Boy Advance. Das Spiel vereinigt die Elemente der Vorgängerspiele und beinhaltet unter anderem sämtliche Rennstrecken aus dem Super-Nintendo-Entertainment-System-Spiel Super Mario Kart. Das von Intelligent Systems entwickelte Spiel wurde im Jahre 2001 von Nintendo veröffentlicht und ist das erste "Mario-Kart"-Spiel für eine Handheld-Konsole sowie als Nachfolger von Mario Kart 64 das dritte Spiel der Mario-Kart-Serie. Des Weiteren ist es das einzige Mario Kart, dessen japanischer Titel nicht mit dem internationalen Titel übereinstimmt sowie das einzige von Intelligent Systems entwickelte Mario Kart; sämtliche anderen Spiele der Serie, mit Ausnahme der von Namco Bandai entwickelten Arcade-Ableger und Mario Kart 7, an dessen Entwicklung sich die Retro Studios beteiligten, wurden von Nintendo EAD entwickelt. Im Jahre 2011 wurde das Spiel exklusiv für Teilnehmer des Botschafter-Programms für den Nintendo 3DS als "Virtual-Console"-Spiel neuveröffentlicht, seit dem 23. April 2015 ist es für die Virtual Console der Wii U käuflich erwerbbar.

## Spielprinzip
„Wer auch immer die Führerscheine im Pilz-Königreich vergeben mag, er wird bald in Schwierigkeiten stecken. Die klassische Mario Kart-Action ist zurück, diesmal in einem bunten, blitzschnellen Spiel, das keine Grenzen kennt. Mario, Luigi, Peach, Toad, Wario, Yoshi und Bowser machen die Straßen unsicher, werfen Koopa-Panzer und verteilen auf dem Weg Bananenschalen. Mario Kart: Super Circuit stellt dein fahrerisches Können bei 40 Strecken auf die Probe, die mit ausgefallenen Item-Kisten und Hindernissen übersät sind. Du willst ein paar Freunde in deiner Staubwolke zurücklassen? Kein Problem. Bis zu vier Spieler können bei Mario Kart: Super Circuit mit nur einem Spielmodul gegeneinander antreten! Wenn jeder Spieler ein Exemplar des Spiels hat, werden Besonderheiten und neue Spielmodi verfügbar. Bei den actionreichen Rennspielen mit großartiger Grafik und hohem Wiederspielwert steht Mario Kart: Super Circuit bereits ganz oben auf dem Siegerpodest.“

Das Spiel setzt auf das klassische Spielprinzip der Mario-Kart-Serie, wobei verschiedene Charaktere des Mario-Universums gegeneinander Rennen mit je nach Spielmodus unterschiedlichen Regeln austragen und sich dabei mithilfe von Gegenständen, die sie aus auf der Strecke verteilten Itemboxen aufnehmen, Vorteile oder ihren Gegnern Nachteile verschaffen. So gibt es beispielsweise Bananenschalen, die auf der Strecke platziert werden, in der Hoffnung, dass ein Gegner darüber fährt und ins Schleudern gerät, Pilze, die einem einen Geschwindigkeitsschub geben oder Koopa-Panzer, mit denen andere Fahrer abgeschossen und somit zum Überschlag gebracht werden können. Auf den Rennstrecken sind Münzen verteilt, die, wenn sie eingesammelt werden, die Geschwindigkeit des Karts erhöhen und bei Treffern durch Items oder Kollisionen mit anderen Fahrern wieder verloren gehen. Hat man keine Münzen mehr, so gerät man bei jeder Berührung eines gegnerischen Karts ins Schleudern und dreht sich um die eigene Achse, so wie es beim Fahren über eine Bananenschale passiert.

## Spielmodi

### Grand Prix
Hier fahren ein oder zwei Spieler einen Cup zu vier Strecken gegen computergesteuerte Fahrer. Für die ersten vier Plätze werden Punkte vergeben, schafft man es nicht unter die ersten Vier oder schaffen es beim Spiel zu zweit beide Fahrer nicht unter die ersten Vier, so muss das Rennen wiederholt werden. Insgesamt darf das Rennen dreimal wiederholt werden, schafft man es auch bei der dritten Wiederholung nicht unter die vier Bestplatzierten zu kommen, wird der Cup erfolglos beendet.
Wird der Cup erfolgreich beendet, so erhält man je nach Platzierung einen Bronze-, Silber- oder Gold-Pokal und eine Bewertung des eigenen Könnens in Form der Buchstaben A bis E oder einen bis drei Sternen, wobei letztere die Bestwertung darstellen. Diese Bewertung ergibt sich aus einer intern berechneten Punktezahl, die sich wiederum aus verschiedenen Faktoren wie der Rundenzeit, den gesammelten Münzen, der Anzahl an nötigen Wiederholungen eines Rennens, der Benutzung von Items und Weiterem ergibt.
Es gibt drei Motorklassen, nämlich 50 cm³, 100 cm³ und 150 cm³, die sich hinsichtlich Geschwindigkeit und der Item-Benutzung der computergesteuerten Karts unterscheiden. 50 cm³ ist dabei die langsamste Klasse, wobei die computergesteuerten Fahrer ihre Items nur selten gegen den menschlichen Spieler einsetzen, während sie dies in der schnellsten Klasse, 150 cm³, regelmäßig tun.

### Time Trial
In diesem Modus versucht man, ohne computergesteuerte Gegner, die Bestzeit auf einer Rennstrecke aufzustellen. Zu Beginn eines Time Trial-Rennens erhält man drei Pilze als Item die für jeweils einen kurzen Geschwindigkeitsschub eingesetzt werden können. Hat man eine neue Bestzeit aufgestellt, so kann man Geistdaten des Rennens speichern. Diese können jederzeit als Video angesehen werden, außerdem erscheint, sofern aktiviert, bei jedem weiteren Rennen ein zweites, halbtransparentes Fahrzeug, das das gespeicherte Rennen nachstellt. Geistdaten können mit anderen Spielern mittels des Game-Boy-Verbindungskabels ausgetauscht werden.

### Quick Run
Quick Run ist ein Einzelspieler-VS-Modus, den es in der Form nur in Mario Kart: Super Circuit gibt, welcher einem erlaubt, jede bereits freigeschaltete Strecke zu fahren. Dabei ist die Motorklasse, der Schwierigkeitsgrad sowie die Anzahl an Runden pro Rennen frei wählbar, außerdem lassen sich Item-Boxen und Münzen deaktivieren, sodass sie während des Rennens nicht erscheinen.

### Versus
Dieser Modus ist grundsätzlich ein „Quick Run“ für zwei bis vier Spieler, deren Game Boy Advances per Kabel verbunden sind. Computergesteuerte Gegner gibt es nicht, demnach kann der Modus alleine nicht gespielt werden. Es wird mitgezählt, wie oft ein Spieler gegen die anderen verloren oder gewonnen hat. Besitzt nur einer der teilnehmenden Spieler ein Spielmodul von Mario Kart: Super Circuit, so ist der Versus-Modus dahingehend limitiert, dass es keine freie Charakterauswahl gibt und alle Teilnehmer unterschiedlich gefärbte Yoshis fahren, außerdem ist die Streckenauswahl auf vier Strecken aus Super Mario Kart, nämlich Mario Circuit 1, Donut Plains 1, Ghost Valley 1 und Bowser Castle 1, limitiert.

### Battle
Dieser Modus ist, ähnlich wie Versus, ein reiner Mehrspieler-Modus ohne computergesteuerte Fahrer, der auf speziellen Arenen ausgetragen wird. Ziel ist es, seine Gegner auszuschalten, indem man ihre Ballons, von denen jeder drei besitzt, mit Hilfe von Items zerplatzt. Dabei wird, wie auch im Versus, mitgezählt, wie oft man gegen seine Gegner gewonnen oder verloren hat. Hat einer seinen letzten Ballon verloren und ist damit ausgeschieden, so verwandelt er sich in ein Bob-omb. Ein solcher Bob-omb wird wie das Kart gesteuert und kann beispielsweise in Gegner hineingelenkt werden, damit dieser durch die resultierende Explosion einen Ballon verliert.

## Charaktere
Es sind insgesamt acht Fahrer verfügbar, wobei es sich um die gleichen Charaktere handelt, die schon in Mario Kart 64 spielbar waren. Somit ist Super Circuit das einzige Spiel der Serie, welches keine neuen Charaktere einführte. Genau wie in den früheren Spielen fahren alle Charaktere in einfachen Go-Karts, die in Farbe und Größe an den jeweiligen Fahrer angepasst wurden, sonst jedoch keine Unterschiede aufweisen. Weiters wurde das System der Gewichtsklassen aus den früheren Spielen übernommen: Die acht Fahrer sind in drei Gewichtsklassen Schwer, Mittel und Leicht eingeteilt, die sich in ihren Fahreigenschaften unterscheiden.
Während schwere Fahrer von einer hohen Geschwindigkeit und einem hohen Gewicht profitieren, wodurch sie weniger leicht von der Strecke abgedrängt werden können, leiden sie unter einer langsamen Beschleunigung. Leichtgewichte dagegen beschleunigen zwar sehr schnell, dafür ist ihre Höchstgeschwindigkeit nicht so hoch, und sie können leichter weggestoßen werden. Mittlere Fahrer besitzen ausgeglichene Werte.
Neben den acht Fahrern bietet der Auswahlbildschirm in Super Circuit noch eine „Zufall“-Option, womit die Wahl des Fahrers allein dem Zufall überlassen wird. Super Circuit und Mario Kart: Double Dash!! sind die einzigen Spiele der Serie mit einer derartigen Option, andere Mario-Kart-Spiele bieten keine Möglichkeit, einen Charakter zufällig auszuwählen. Jedoch kann man bei Double Dash mit der „Zufall“-Option nur beide Fahrer, nicht jedoch nur einen auswählen lassen.
| Fahrer      | Gewichtsklasse | Gewicht                                                             | Beschleunigung                                                      |
| ----------- | -------------- | ------------------------------------------------------------------- | ------------------------------------------------------------------- |
| Mario       | Mittel         | Sternsymbol · Sternsymbol · Sternsymbol · Sternsymbol · Sternsymbol | Sternsymbol · Sternsymbol · Sternsymbol · Sternsymbol · Sternsymbol |
| Luigi       | Mittel         | Sternsymbol · Sternsymbol · Sternsymbol · Sternsymbol · Sternsymbol | Sternsymbol · Sternsymbol · Sternsymbol · Sternsymbol · Sternsymbol |
| Toad        | Leicht         | Sternsymbol · Sternsymbol · Sternsymbol · Sternsymbol · Sternsymbol | Sternsymbol · Sternsymbol · Sternsymbol · Sternsymbol · Sternsymbol |
| Peach       | Leicht         | Sternsymbol · Sternsymbol · Sternsymbol · Sternsymbol · Sternsymbol | Sternsymbol · Sternsymbol · Sternsymbol · Sternsymbol · Sternsymbol |
| Yoshi       | Leicht         | Sternsymbol · Sternsymbol · Sternsymbol · Sternsymbol · Sternsymbol | Sternsymbol · Sternsymbol · Sternsymbol · Sternsymbol · Sternsymbol |
| Wario       | Schwer         | Sternsymbol · Sternsymbol · Sternsymbol · Sternsymbol · Sternsymbol | Sternsymbol · Sternsymbol · Sternsymbol · Sternsymbol · Sternsymbol |
| Donkey Kong | Schwer         | Sternsymbol · Sternsymbol · Sternsymbol · Sternsymbol · Sternsymbol | Sternsymbol · Sternsymbol · Sternsymbol · Sternsymbol · Sternsymbol |
| Bowser      | Schwer         | Sternsymbol · Sternsymbol · Sternsymbol · Sternsymbol · Sternsymbol | Sternsymbol · Sternsymbol · Sternsymbol · Sternsymbol · Sternsymbol |

## Strecken
Mario Kart: Super Circuit verfügt über 20 neue Rennstrecken, aufgeteilt auf fünf Cups zu je vier Strecken. Diese Cups tragen die Bezeichnungen Pilz-, Blumen-, Blitz-, Stern- und Spezial-Cup. Außerdem gibt es die zwanzig Strecken aus dem SNES-Spiel Super Mario Kart, im Spiel als Extra-Cups bezeichnet, zum Freischalten, womit Super Circuit nicht nur das erste Mario Kart mit Rennstrecken aus früheren Spielen der Serie ist, sondern auch über die meisten Rennstrecken aller Mario-Kart-Spiele, die Mario-Kart-8-DLCs ausgenommen, verfügt. Die zwanzig Extra-Strecken sind, nicht wie im Originalspiel, auf vier Cups zu je fünf, sondern auf fünf Cups zu je vier Strecken aufgeteilt, damit sie ins Grand-Prix-System des Spieles passen, welche die gleichen Bezeichnungen wie die normalen Cups tragen, außerdem wurden diverse Gefahren wie Ölflecken auf den Fahrbahnen der Mario Circuit-Strecken, entfernt. Diese Extra-Cups werden freigeschaltet, indem man in den entsprechenden Super Circuit-Cups mindestens 100 Münzen einsammelt und den ersten Platz erreicht.
| Super Circuit-Strecken                     | Super Circuit-Strecken | Super Circuit-Strecken | Super Circuit-Strecken | Super Circuit-Strecken |
| Pilz-Cup                                   | Blumen-Cup             | Blitz-Cup              | Stern-Cup              | Spezial-Cup            |
| ------------------------------------------ | ---------------------- | ---------------------- | ---------------------- | ---------------------- |
| Peach Circuit                              | Mario Circuit          | Luigi Circuit          | Snow Land              | Lakeside Park          |
| Shy Guy Beach                              | Boo Lake               | Sky Garden             | Ribbon Road            | Broken Pier            |
| Riverside Park                             | Cheese Land            | Cheep Cheep Island     | Yoshi Desert           | Bowser Castle 4        |
| Bowser Castle 1                            | Bowser Castle 2        | Sunset Wilds           | Bowser Castle 3        | Rainbow Road           |
| Strecken aus Super Mario Kart (Extra-Cups) |                        |                        |                        |                        |
| Pilz-Cup                                   | Blumen-Cup             | Blitz-Cup              | Stern-Cup              | Spezial-Cup            |
| Mario Circuit 1                            | Mario Circuit 2        | Bowser Castle 2        | Vanilla Lake 1         | Koopa Beach 2          |
| Donut Plains 1                             | Choco Island 1         | Mario Circuit 3        | Bowser Castle 3        | Ghost Valley 3         |
| Ghost Valley 1                             | Ghost Valley 2         | Koopa Beach 1          | Mario Circuit 4        | Vanilla Lake 2         |
| Bowser Castle 1                            | Donut Plains 2         | Choco Island 2         | Donut Plains 3         | Rainbow Road           |

## Entwicklung
Mario Kart: Super Circuit wurde als einziges Spiel der Mario-Kart-Serie von Intelligent Systems entwickelt, welche vor allem für die WarioWare- und die Paper-Mario-Serie bekannt sind; veröffentlicht wurde das Spiel von Nintendo. Die anderen bisher erschienenen Mario-Kart-Spiele wurden von Nintendo EAD entwickelt, einzige Ausnahme davon neben Super Circuit sind die von Namco Bandai entwickelten Arcade-Spiele sowie Mario Kart 7, an welchem neben Nintendo EAD auch die Retro Studios arbeiteten.
Das 3D-Modell von Donkey Kong, das in den vorgerenderten Sprites verwendet wird, wurde von Rare zur Verfügung gestellt. Das Spiel wurde erstmals am 9. August 2000 in einer Presseaussendung vorgestellt, damals trug es noch den Titel Mario Kart Advance, unter welchem es auch in Japan schließlich auf den Markt gebracht wurde, während es außerhalb Japans unter dem Titel Mario Kart: Super Circuit erschien, womit es das bisher einzige Mario Kart ist, dessen japanischer Name nicht mit dem internationalen übereinstimmt. Es erschien im Jahre 2001 in Japan am 21. Juli, in den USA am 27. August, in Australien am 13. September, und in Europa am 14. September.
Die Engine des Spieles ähnelt der des SNES-Vorgängers Super Mario Kart, wobei die verwendeten Sprites aus dem Nintendo-64-Ableger stammen und daher deutlich detaillierter und bunter sind. Für die 3D-Simulation bei der Darstellung der Rennstrecken werden Mode-7-Effekte verwendet.

## Re-Release
Am 28. Juli 2011 kündigte Nintendo an, dass aufgrund der für den 12. August geplanten Preissenkung des Nintendo 3DS Mario Kart: Super Circuit neben neun weiteren GBA-Titeln für Teilnehmer des Botschafter-Programms als Virtual-Console-Spiel kostenlos zur Verfügung gestellt werde. Um am Botschafter-Programm, teilnehmen zu können, musste man seinen Nintendo 3DS lediglich vor dem Datum der geplanten Preissenkung mindestens einmal mit dem Nintendo eShop verbunden haben. Das Spiel blieb bisher den Teilnehmern des Botschafter-Programms vorbehalten; eine Möglichkeit, als Nicht-Botschafter das Spiel auf einem 3DS herunterzuladen oder zu kaufen, besteht nicht. Seit dem 23. April 2015 ist es aber möglich, das Spiel für die Virtual Console der Wii U im eShop zu erwerben. In den USA erschien es im eShop bereits am 13. November 2014, in Japan am 22. Juli 2015.

## Rezeption
Mario Kart: Super Circuit wurde schon bald nach seinem Release von Kritikern und Konsumenten gelobt. Es erzielte in 39 Wertungen auf GameRankings einen Durchschnitt von 91,54 % und in 24 Wertungen auf Metacritic einen Durchschnitt von 93 %.
Im Jahre 2007 wurde es von IGN auf Platz 19 in der Liste der besten GBA-Spiele gereiht, außerdem wurde es mit dem Editor’s Choice Award ausgezeichnet.
Mario Kart: Super Circuit verkaufte sich weltweit bis zum 25. Juli 2015 5,47 Millionen Mal, womit es als viert-meistverkauftes Spiel für den Game Boy Advance gilt und in die Player’s-Choice-Reihe von Nintendo aufgenommen wurde. In Europa wurden dabei 1,64 Millionen Kopien verkauft, in den Staaten beliefen sich die Verkaufszahlen auf 2,62 Millionen und in Japan auf 0,99 Millionen. In den anderen Regionen konnten insgesamt 0,22 Millionen Spiele abgesetzt werden.

## Anspielungen auf andere Spiele
- Paper Mario – Die Rainbow Road beinhaltet im Hintergrund Bowsers Schloss aus Paper Mario.

## Anspielungen zu diesem Spiel
- Mario Kart DS – In der nachfolgenden Ausgabe der Serie erscheinen mit Peach Circuit, Bowser's Castle 2, Luigi Circuit und Sky Garden vier Strecken aus MKSC in Retropokalen.
- Auch in Mario Kart Wii gibt es wieder Retrostrecken, da sind es Shy Guy Beach und Bowser's Castle 3.
- Auch in Mario Kart 7 gibt es wieder Retrostrecken, hier ist es Bowser's Castle 1.
- Auch in Mario Kart 8 gibt es wieder Retrostrecken, da sind es Mario Circuit sowie Cheese Land und Ribbon Road in den DLCs.
- Auch in Mario Kart Tour ist Bowser's Castle 1 vorhanden.